# Batodromeus herinaceus
Batodromeus herinaceus är en insektsart som först beskrevs av Karsch 1896.  Batodromeus herinaceus ingår i släktet Batodromeus och familjen vårtbitare. Inga underarter finns listade i Catalogue of Life.